# Султанов Хатмулла Асилгерейович
Хатмулла Асилгерейович Султанов (башк. Хәтмулла Аҫылгәрәй улы Солтанов; 20 серпня 1924 — 4 березня 1994) — радянський нафтовик, бурильник Жовтневого управління бурових робіт об'єднання «Башнафта» Міністерства нафтової промисловості СРСР, Герой Соціалістичної Праці (1971).
У роки Другої світової війни — командир відділення протитанкових рушниць (ПТР) 174-го гвардійського стрілецького полку 57-ї гвардійської стрілецької дивізії 8-ї гвардійської армії, гвардії старший сержант, повний кавалер ордена Слави.

## Життєпис
Народився в селі Копей-Кубово Белебеєвського кантону Башкирської АРСР РРФСР (нині — Буздяцький район Республіки Башкортостан, РФ) в селянській родині. Башкир. У 1939 році закінчив 7 класів школи і переїхав до міста Сучан Приморського краю (Росія), де працював на шахті.

### Друга світова війна
До лав РСЧА призваний Спаським РВК 20 вересня 1941 року. Воював на Західному, Сталінградському, Південно-Західному, 3-му Українському та 1-му Білоруському фронтах. Навчався в Казанському піхотному училищі, але не закінчив його.
Командир відділення взводу ПТР 3-го стрілецького батальйону 174-го гвардійського стрілецького полку 57-ї гвардійської стрілецької дивізії гвардії старший сержант Х. А. Султанов «при прориві третьої лінії оборони супротивника 15 січня 1945 року проявив себе безстрашним вольовим молодшим командиром під час відбиття контратаки супротивника на височині 154.0. Тов. Султанов безперервно вів вогонь по ворогу, ні на крок не відійшов назад, в результаті чого ворожа контратака була відбита з великими для нього втратами. Особисто тов. Султанов у цьому бою знищив двох німців».
Командир відділення взводу ПТР 1-го стрілецького батальйону того ж полку гвардії старший сержант Х. А. Султанов «в бою за населений пункт Ротшток 2 березня 1945 року відзначився своєю сміливістю і хитрістю: щойно було прорвано оборону німців, він пробрався у тил супротивника. З настанням темряви група гітлерівців до 30 осіб намагалась відійти з лісу, але гвардії старший сержант Султанов, підпустивши їх на 20 метрів, вогнем з автомата знищив 8 нівців і одного взяв у полон».
14 квітня 1945 року Х. А. Султанов одним з перших увірвався до населеного пункту Альт-Тухебанд, що за 8 кілометрів на схід від міста Зеєлов, подавив три кулемети і полонив 4-х солдатів супротивника. Був поранений, але залишився в строю. 16 квітня в бою біля міста Кюстрин (нині — Польща) німецькі кулеметники, що засіли у двоповерховому будинку, стримували просування радянської піхоти. Двоє бійців, яких послали для знищення цієї вогневої точки, загинули. Тоді гварді старший сержант Х. А. Султанов зголосився її ліквідувати. Потай він пробрався у ворожий тил і закидав будівлю гранатами. Окрім обслуги кулемета було знищено ще 4-х солдатів супротивника.

### Повоєнний час
Член ВКП(б) з 1945 року. Після Демобілізвції у 1946 році гвардії старшина Х. А. Султанов повернувся до Башкортостану. Влаштувався на роботу до Жовтневого управління бурових робіт об'єднання «Башнафта», де пройшов шлях від помічника бурильника до бурового майстра. У 1960 році відряджався до Індії, де навчав місцеве населення бурінню свердловин.
Обирався депутатом Верховної Ради СРСР 9-го (1974—1979), 10-го (1979—1984) та 11-го (1984—1989) скликань. Також був делегатом XXIV, XXV, XXVI з'їздів КПРС.
Мешкав у селі Кандри Туймазинського району Башкортостану, де помер і похований.

## Нагороди
Указом Президії Верховної Ради СРСР від 30 березня 1971 року «за видатні заслуги у виконанні завдань п'ятирічного плану з видобутку нафти і досягнення високих техніко-економічних показників у роботі» Султанову Хатмуллі Асилгерейовичу присвоєно звання Героя Соціалістичної Праці з врученням ордена Леніна (№ 395078) і медалі «Серп і Молот» (№ 18169).
Також нагороджений орденами Жовтневої Революції (11.03.1976), Вітчизняної війни 1-го (11.03.1985) та 2-го (18.04.1945) ступенів, «Знак Пошани» (23.05.1966), Слави 1-го (15.05.1946), 2-го (1.04.1945) та 3-го (21.01.1945) ступенів і медалями.